# Lee Eun-kyung
Lee Eun-kyung (15 de julho de 1972) é uma arqueira sul-coreana, campeã olímpica.

## Carreira
Lee Eun-kyung representou seu país nos Jogos Olímpicos em 1992, ganhando a medalha de ouro por equipes, com apenas 20 anos de idade.